# Ptychodactis patula
Ptychodactis patula is een zeeanemonensoort uit de familie Ptychodactiidae.
Ptychodactis patula is voor het eerst wetenschappelijk beschreven door Appellöf in 1893.